# 曼彻斯特维多利亚大学
曼徹斯特維多利亞大學（英語：Victoria University of Manchester），經常以曼徹斯特大學（英語：University of Manchester）之名運作，是一所以停止運作的英國大學。該校於2004年與曼徹斯特科技大學合併，組成了如今的曼徹斯特大學。

## 历史

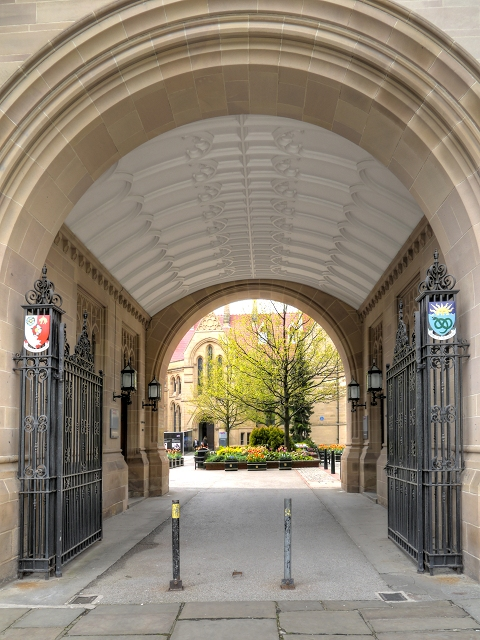
懸掛在曼徹斯特大學門上的維多利亞大學校徽（左面）及曼徹斯特維多利亞大學校徽（右面）

創辦於1851年，當時稱作歐文斯學院，名字來自一位織品商人約翰·歐文斯，他用96,294英鎊創辦了這所學院，1873年該校遷至現址。1880年，該校被授予皇家憲章，成為維多利亞大學的第一個成員。
其後，利物浦大學學院和位於利茲的約克郡學院分別於1884年和1887年加入維多利亞大學。1903年，利物浦大學學院分出維多利亞大學，單獨成立利物浦大學；而1904年，利茲的學院也分出去，成立了利茲大學。此後在曼徹斯特的部分之法定名稱改為曼徹斯特維多利亞大學，又以曼徹斯特大學的名稱運作。至2004年之前，曼徹斯特維多利亞大學有一萬八千多名全日制學生，是英國最為著名的研究型大學之一。
曼徹斯特維多利亞大學的校訓是「Arduus Ad Solem」，字面意思是「面朝太陽」，有積極啟蒙的意思。該格言出自維吉爾（Virgil）的敘事詩《埃涅伊德》（Aeneid），詩中提及了大蛇和太陽。
2004年秋，曼徹斯特維多利亞大學同曼徹斯特科技大學合并，成为曼彻斯特大学。